# Myrialepis paradoxa
Espèce
Synonymes
- Bejaudia cambodiensis Gagnep.[1]
- Calamus paradoxus  Kurz
- Myrialepis floribunda (Becc.) Gagnep.
- Myrialepis scortechinii Becc.
- Palmijuncus paradoxus (Kurz) Kuntze
- Plectocomiopsis annulata  Ridl.
- Plectocomiopsis floribunda  Becc.
- Plectocomiopsis paradoxa  (Kurz) Becc.
- Plectocomiopsis scortechinii  (Becc.) Ridl.

Myrialepis paradoxa est une espèce de plantes à fleurs de la famille des Arecaceae (les palmiers). Elle est monotypique dans le genre Myrialepis.

## Galerie

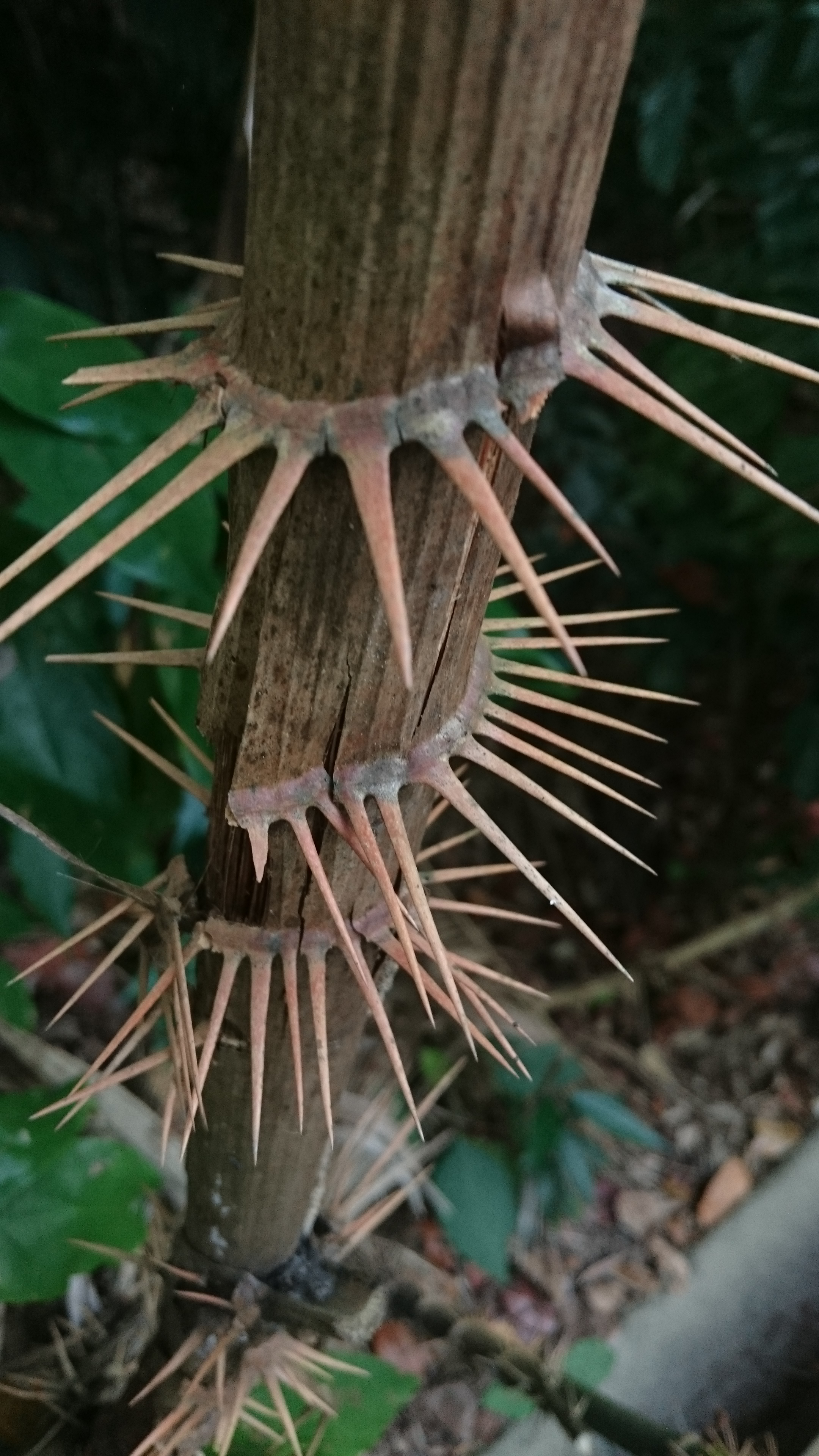
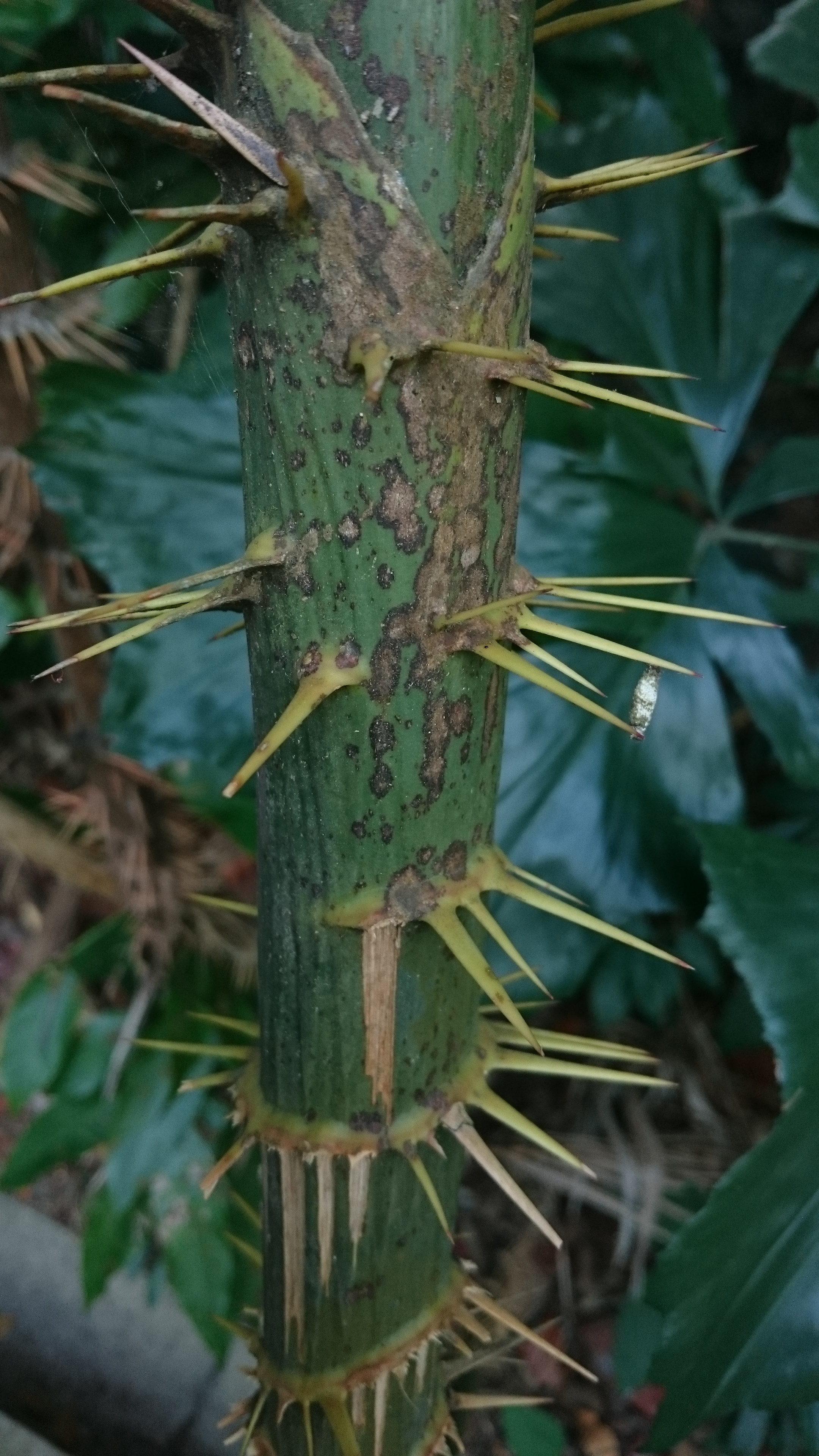

## Distribution et habitat
Ce palmier se trouve dans toute l'Indochine, la Birmanie, la Thaïlande, le Cambodge, le Laos, le Viêtnam , Sumatra et dans la péninsule de Malaisie jusqu'à 1 000 m d'altitude, où  il forme de vastes et denses colonies qui occupent la forêt tropicale , les clairières , et les bords des rivières. Il préfère les endroits légèrement plus ouverts comme les éboulements, les berges ou les sites déboisés. Les troncs sont trop irréguliers pour être utilisent dans la construction de meubles, ils s'utilisent pour de simples ustensiles de vannerie.

## Description
Les troncs sont groupés, avec des cannes de 7 cm , formidablement armés d'épines dorées et acérées, atteignant le haut de la canopée, les tiges sont rouges à brunes et conservent des gaines persistantes, mais nues vers la base, exposant des anneaux de cicatrices produits par la chute des feuilles. La feuille est relativement grande, atteignant 3 mètres, elles sont pennées avec des pétioles armés d'épines et des folioles vert foncé régulièrement espacées. Le rachis épineux s'étend bien au-delà des pennes et est accompagné de paires de barbillons recourbés bien adaptés pour s’accrocher et grimper.
C'est une espèce dioïque avec des fleurs mâles et femelles séparées. Les fleurs mâles et femelles sont portées sur des plantes séparées. L'inflorescence est très ramifié, de 60 cm de long et dépasse la partie supérieure du tronc. Les fleurs femelles sont deux fois plus grandes que les fleurs mâles, mais sont par ailleurs similaires. Produit un fruit vert vif à brun couvert de façon irrégulière de petites écailles avec une seule graine. Chaque tige ne fleurit qu'une fois et meurt après maturation des fruits (Espèce monocarpique),.

## Taxonomie
Myrialepis paradoxa a été découverte par Wilhelm Sulpiz Kurz et décrite par John Dransfield ;  publiée dans le  Kew Bulletin 37: 242. 1982,.

### Étymologie
Myrialepis : Nom générique combinant deux mots grecs signifiant « innombrables » et « écailles » : une description du fruit.
paradoxa : épithète latin qui signifie « paradoxal » (inattendu, contraire aux attentes).

### Synonymie
- Calamus paradoxus Kurz 1874
- Palmijuncus paradoxus (Kurz) Kuntze 1891
- Plectocomiopsis paradoxa (Kurz) Becc. in J.d.hooker 1893
- Myrialepis scortechinii Becc. in J.d.hooker 1893
- Plectocomiopsis annulata Ridl. 1907
- Plectocomiopsis scortechinii (Becc.) Ridl. 1907
- Plectocomiopsis floribunda Becc. 1910
- Bejaudia cambodiensis Gagnep. 1937
- Myrialepis floribunda (Becc.) Gagnep. in M.h.lecomte 1937[7].